# 佐治·鄧肯謀殺案
佐治·鄧肯謀殺案是指佐治·邓肯博士於1972年被一群男子扔進河中的一起謀殺案。該谋杀引起公愤，成同性恋法律改革的导火線，並令南澳大利亚洲成为澳大利亚第一个将同性恋合法化的州分。

## 早期生活
佐治·鄧肯（George Duncan）（生1930年7月20日，死於1972年5月10日）是阿德莱德大学的一名澳大利亚法律讲师。 1930年，他於倫敦出世，七歲時隨父母移居墨爾本。他在墨爾本大學修讀古典語言學，其後1950年，他因感染肺結核，而未有完成課程。後來，鄧肯博士在劍橋的聖約翰學院獲得藝術和法律學位，並於布里斯託大學完成了博士學位。及後，他於1972年3月25日返回澳大利亞，在阿德萊德大學教授法律。不到兩個月後，鄧肯博士就去世，享年41歲。

## 死亡
1970年代，同性戀於澳洲阿德萊德是仍是非法。位於市中心的托倫斯河南岸則是同性戀者的著名聚會場所。
1972年5月10日晚上11點左右，一群人在南岸的行人天橋附近與鄧肯博士和另一名男子羅傑·詹姆斯（Roger James）對峙。對峙中， 兩人都被扔進了水裡，但由於鄧肯博士不會游泳，他及後被淹死。爭執中，詹姆斯的腳踝骨折，並爬到維多利亞大道 （Victoria Drive），一位路過的司機將他送往皇家阿萊的醫院，但他後來拒絕指認襲擊者。
隨後，警方將鄧肯博士的屍體已經從水中移開。不久，電視新聞組和攝影師趕到。為重現取屍的場景，警察把屍體送回河裡，又做了一遍把屍體挖出來給鏡頭的動作。
在他死後的幾天裡，謠言開始流傳，稱警察副隊的成員對此負責，但目擊者擔心他們的生命。

## 調查
謀殺案发生后，三名高级副班警官被怀疑是杀死邓肯的那群人。目击者称目擊還有一名平民，但其未被认出。
驗屍調查於1972年6月7日開始，兩名副隊成員拒絕回答問題。他們和第三名偵探被停職，後來辭職。
調查發現鄧肯博士死於不明人士的暴力行為。隨後的警方調查也未能確定嫌疑人。
1972年10月，調查此案的英國偵探提交了他們的最終報告，但該報告從未公佈過，南澳皇家律師頒令不會有任何指控。這進一步推動了案件的變革，並將鄧肯博士變成了同性戀權利倡導者的象徵。
1985年7月，前副班成員米克·奧舍 (Mick O'Shea) 告訴阿德萊德的一家報紙，指為了保護其他三名小隊成員而進行了「掩飾」，掩飾他們殺死了鄧肯博士。
1986 年 2 月，三人被指控犯有過失殺人罪，當中兩人面臨審判，但兩人均於1988年9月被宣判無罪。
1990年4 月，一個警察特遣部隊調查81人，並向議會報告，指「沒有足夠的證據來指控任何其他人」。
同年（1994年），警方解散了一個負責此案的警察工作組。

## 影響
1972年， 上議院議員Murray Hill提交一項私人草案，其由兩名初級律師（其兒子Robert和同事John Commins）起草，將成年男性間自願的同性戀活動合法化。及後，1972年11月9日成功通過該法案。
另一位立法者彼得·鄧肯提出的第二項非刑事化法案則兩次被否決，但同一法案於後來的1975年8月27日通過，使南澳大利亞州成為澳洲第一個將同性戀完全合法化的州。
至1990年代末，澳洲所有州和地區都通過了對男性同性戀的非刑罪化。1997年，塔斯馬尼亞是澳大利亞最後一個效仿的司法管轄區。

## 紀念
2002年5月10日，佐治·邓肯逝世30周年，谋杀现场附近竖起一座纪念纪念碑。